# Papel Fresson
El papel Fresson es un procedimiento de impresión fotográfica empleado a principios del siglo XX que fue utilizado por José Ortiz Echagüe en la mayor parte de su obra.
El proceso fue descubierto y perfeccionado por Théodore Henri Fresson a finales del siglo XIX y consiste en un proceso similar a la impresión al carbono a la que también se ha dado el nombre de "papel al carbón". En 1903 lo patentó la empresa Fresson bajo el nombre de papel fresson. 
José Ortiz Echagüe estuvo empleando este proceso desde 1906 hasta 1966, año en que cesó su comercialización y entonces compró la patente del proceso y le dio el nombre de Carbondir ya que no podía llamarlo Fresson. De ese modo pudo continuar empleándolo en la mayoría de las fotografías que realizó. Con esta técnica conseguía un mayor contraste y tonos más enérgicos que proporcionaban gran dramatismo a las fotografías. El papel se recubría con una capa de gelatina sensibilizada con dicromato y con un pigmento negro que después se procesaba con agua y serrín.